# Бондарь, Александр Игоревич
Александр Игоревич Бондарь (укр. Олександр Ігорович Бондар; род. 25 октября 1993, Луганск) — украинский и российский прыгун в воду, бронзовый призёр Олимпийских игр 2020 года, многократный призёр чемпионатов мира и Европы. Специализируется на прыжках с вышки.
Заслуженный мастер спорта Украины (2011), заслуженный мастер спорта России (2019).

## Биография
Специализируется как в индивидуальных, так и в синхронных прыжках с 10-метровой вышки. До 2015 года он представлял Украину на международных соревнованиях по прыжкам в воду.
С октября 2015 года член сборной команды России по прыжкам в воду. В синхронных прыжках выступает в паре с Виктором Минибаевым.
Александр Бондарь выиграл в общей сложности четыре золотые медали на континентальных первенствах, а также является призёром мировых чемпионатов.
На своём первом чемпионате мира в Риме в 2009 году он был двенадцатым в соревнованиях на вышке. Через два года в Шанхае он завоевал бронзовую медаль мирового первенства в синхронных прыжках.
На своих первых Олимпийских играх 2012 года в Лондоне он стал двенадцатым в личных соревнованиях, а в синхронных прыжках восьмым.
В 2013 году на чемпионате Европы по прыжкам в воду он победил в двух дисциплинах.
На чемпионате мира в Будапеште в 2017 году, представляя уже сборную России, сумел в синхронных прыжках с 10-метровой вышки стать вторым и завоевать серебряную медаль мирового первенства.
Через год на европейском первенстве в Глазго одержал две победы, став четырёхкратным чемпионом Европы.
На чемпионате мира в корейском Кванджу в паре с Виктором Минибаевым он завоевал серебряную медаль в синхронных прыжках с 10-метровой вышки. В индивидуальных прыжках занял третье место и завоевал бронзовую медаль.
Выступает за ЦСКА, имеет воинское звание «прапорщик».
Александр Бондарь завоевал бронзу чемпионата мира по водным видам спорта в Кванджу в прыжках в воду с вышки. Бондарь в финале набрал 541,05 балла. Победу одержал китаец Ян Цзянь (598,65).
В мае 2021 года на чемпионате Европы, который проходил в Венгрии в Будапеште, в синхронных прыжках с вышки в паре с Виктором Минибаевым, Александр завоевал серебряную медаль турнира. В индивидуальных прыжках с вышки стал чемпионом Европы - пятикратным.
В 2025 году на чемпионате мира в Сингапуре в смешанной паре с Анной Конаныхиной в прыжках с вышке в статусе нейтрального атлета завоевал бронзовую медаль.

## Награды
- Медаль ордена «За заслуги перед Отечеством» II степени (11 августа 2021 года) — за большой вклад в развитие отечественного спорта, высокие спортивные достижения, волю к победе, стойкость и целеустремленность, проявленные на Играх XXXII Олимпиады 2020 года в городе Токио (Япония)[7]
- Медаль «За укрепление боевого содружества» (14 августа 2021)[8][5]